# École nationale d'ingénieurs de Saint-Étienne
 (février 2023).
L’École nationale d'ingénieurs de Saint-Étienne (ENISE) est l'une des 204 écoles d'ingénieurs françaises accréditées au 1er septembre 2020 à délivrer un diplôme d'ingénieur.
Créée en 1961, l'ENISE devient le 1er janvier 2021 une école interne de l'École centrale de Lyon.

## Histoire
Quelques dates dans l'histoire de l'école :
- 1961 - Création de l'ENISE et habilitation de la filière génie mécanique
- 1971 - Habilitation de la filière génie civil
- 1987 - Passage de la durée des études à 5 ans
- 2009 - Statut d'Établissement public à caractère scientifique, culturel et professionnel[3]
- 2009 - Ouverture d'une filière Génie Civil en alternance
- 2010 - Ouverture d'une filière Génie Mécanique en alternance
- 2015 - Habilitation de la filière Génie Physique
- 2016 - L'ENISE est associée par décret à l'École Centrale de Lyon
- 2021 - L'ENISE est intégrée à l'École Centrale de Lyon [4],[5]

### Les sites
L’ENISE se répartit sur deux sites :
- le site historique rue Jean Parot (inauguré en 1977) où sont regroupés l’administration de l’établissement et la majorité des cours des différents cursus de l’école et certains laboratoires d’enseignement et de recherche ;

- le Pôle productique rue des Aciéries où sont regroupés les équipements des laboratoires d’enseignement et de recherche pour la filière Génie Mécanique.

Avec une altitude de 651 m, le site de la rue Jean Parot fait de l'ENISE l'une des plus hautes écoles d'ingénieurs d'Europe[pertinence contestée].

## Formation

### Diplôme d'ingénieur sous statut étudiant
L'ENISE propose une offre de formation élargie dans ses trois spécialités :
Génie Mécanique (avec un recrutement post-bac ou Bac+2) :
- Parcours Conception et simulation
- Parcours Production et industrialisation
- Parcours Génie industriel

Génie Civil (avec un recrutement post-bac ou Bac+2) :
- Parcours Bâtiments
- Parcours Ouvrages et travaux publics
- Parcours Éco-construction, bois et environnement

Génie Physique (avec un recrutement post-bac ou recrutement Bac+2)
- Parcours Génie sensoriel

### Diplôme d'ingénieur sous statut apprenti
L’ENISE forme également des ingénieurs sous statut apprenti en 3 ans avec un recrutement Bac+2 (en partenariat avec ITII Loire et SUP-BTP-RAA), en vue d’obtenir un des deux diplômes en Génie Mécanique et Génie Civil.
Génie Mécanique : 
- Parcours Concevoir des systèmes innovants
- Parcours Industrialiser des produits mécaniques

Génie Civil : 
- Parcours Bâtiments et Travaux Publics, Planification, Chiffrages, Méthodes et Conduite de travaux
- Parcours Bois et Construction Mixte

### Master
L’École délivre également trois mentions de master 2 (Master mécanique, Master Génie civil et Master Génie industriel) en co-habilitation avec d’autres partenaires de l’enseignement supérieur.

### Doctorat
L’ENISE est également co-accréditée à délivrer le doctorat dans le cadre de l’Université de Lyon en s’appuyant sur les domaines d’excellence de son unique laboratoire : le LTDS (UMR CNRS 5513) dont elle assure la co-tutelle avec l’École Centrale de Lyon, l’École nationale des travaux publics de l'État ainsi que le CNRS.

### Cycle préparatoire
La formation commence par un cycle préparatoire de 2 ans au cours duquel les élèves ingénieurs reçoivent des enseignements en sciences de base et de technologies en Génie Mécanique et Génie Civil afin de leur permettre d’acquérir une culture large et de découvrir ces deux disciplines. Au cours de la deuxième année, les élèves ingénieurs choisissent un secteur industriel (Génie Mécanique ou Génie Civil) dans lequel ils poursuivent dans les 3 années du cycle ingénieur.
La formation est organisée en semestres et elle est déclinée dans le cadre d’une maquette pédagogique au travers de 4 grands champs :
- Les sciences de base (communes aux 3 spécialités)
- Les humanités (communes aux 3 spécialités)
- Les sciences et technologies associées à un métier (spécifique à Génie Mécanique, Génie Civil ou Génie Physique)
- La personnalisation du cursus (stage, projet, vie associative, sport)

### Stages et alternance
Durant le cursus, les élèves réalisent trois stages :
- 8 à 12 semaines en fin de  2e année
- 16 semaines en début de 4e année
- 22 semaines en fin de 5ème année  (projet de fin d’études)

Possibilité de contrat de professionnalisation en 3ème année du cycle ingénieur.
Tous les élèves ingénieurs de l’ENISE effectuent pendant leur cursus un parcours international d’un semestre. Cette expérience à l’international peut prendre la forme d’un stage à l’étranger au sein d’une entreprise, d’un échange académique Erasmus ou Erasmus+  dans l’un des établissements partenaires ou d’un double diplôme au sein d’un établissement partenaire.

### International
L'ENISE possède un réseau d’établissements partenaires internationaux comprenant 117 partenaires académiques en Europe (Allemagne, Espagne, Grèce, Irlande, Italie, Pologne, Royaume-Uni, Suède, Slovénie) et hors Europe (Argentine, Brésil, Canada, Etats-Unis, Russie, Nouvelle Zélande, etc.).
Doubles diplômes internationaux
L'ENISE offre à ses élèves ingénieurs la possibilité d'obtenir un second diplôme à l'étranger. Tout en préparant le diplôme d'ingénieur de l'ENISE, ils peuvent obtenir un Master/Diplôme d'ingénieur dans certaines des universités partenaires de l'école. Ils peuvent ainsi se spécialiser dans un domaine précis et individualiser leur cursus. L'école a mis en place des accords de double diplôme avec :
- Universidad de Granada, Espagne
- Universität Siegen, Allemagne
- Université du Québec à Chicoutimi, Canada
- Université de Sherbrooke, Canada
- University of Porstmouth, Royaume-Uni
- Université Nationale de Cuyo, Argentine

## Admissions

### Recrutement post-bac
Le recrutement post bac se fait via le concours commun Geipi Polytech.

### Recrutement Bac+2
L’ENISE intègre en cycle ingénieur des candidats en cours d’acquisition ou ayant déjà acquis 120 crédits ECTS (BTS, DUT, CPGE, CPGE, Licence 2) sur l’une des trois spécialités : Génie Mécanique, Génie Civil ou Génie Physique, en lien avec leur formation antérieure.
L’admission se fait sur dossier, destiné à évaluer le profil, le niveau et les aptitudes des candidats.

## Recherche
Les activités de recherche à l’ENISE se font en synergie avec différentes unités de recherche :
- Laboratoire de Tribologie et Dynamique des Systèmes - LTDS (unité mixte de recherche CNRS 5513 avec l'école Centrale de Lyon et l'école nationale supérieure des mines de Saint-Étienne) ;
- Laboratoire Diagnostic et Imagerie des Procédés Industriels (EA 3719). Ce laboratoire est notamment connu par ses travaux concernant la fabrication additive de pièces métalliques ;
- Filiale Centrale-Innovation ;
- Laboratoire d’Excellence MANUTECH-SISE ;
- Equipement d’Excellence MANUTECH-USD ;
- Equipement d’Excellence IVTV ;
- Fédération CNRS de recherche InGéLyS ;

L'ENISE est, par ailleurs, co-habilitée dans plusieurs formations doctorales. Une quarantaine d’étudiants préparent leur thèse de doctorat au sein du laboratoire LTDS sous la direction d'un professeur de l’ENISE. L'école délivre le grade de docteur de l’université de Lyon, conjointement avec l’école Centrale de Lyon au sein de l'école doctorale Sciences Ingénierie Santé.

## Vie étudiante

### Clubs et associations
Gérés par les étudiants, les clubs et associations étudiants proposent des activités et animations culturelles, sportives, ludiques ou sociétales… 
Quelques exemples d'associations présents à l'ENISE :
- Bureau des élèves (BDE) ;
- Association 4L Trophy ;
- Association Éco-marathon Shell ;

### Bibliothèque Wangari Maathai
La bibliothèque de l’ENISE est un bâtiment en verre et transparent au centre de l’École[pertinence contestée].

## Pour approfondir